# Deckungsrücklass
Der Deckungsrücklass (DRL) ist im österreichischen Recht die Sicherstellung gegen Überzahlung bei Abschlagszahlung (5 % gemäß ÖNORM B2110:2013-03-15) bei Bauvorhaben. Sofern nicht andere Sicherstellungsmittel vom Auftraggeber genehmigt werden, wird der Deckungsrücklass von der jeweilig fälligen (Teil-)Rechnung abgesetzt. Mit der Schlussrechnung wird er zur Rückzahlung fällig oder kann auf einen Haftungsrücklass angerechnet werden.
In Deutschland ist ein solcher Abzug nicht vorgesehen. Wird dies vertraglich vereinbart, so muss der Auftragnehmer jedoch auch hier Sicherheitsleistungen erbringen.

## Quelle
- II. Auftragsabwicklung (Memento vom 15. April 2008 im Internet Archive)